# Кравчучка

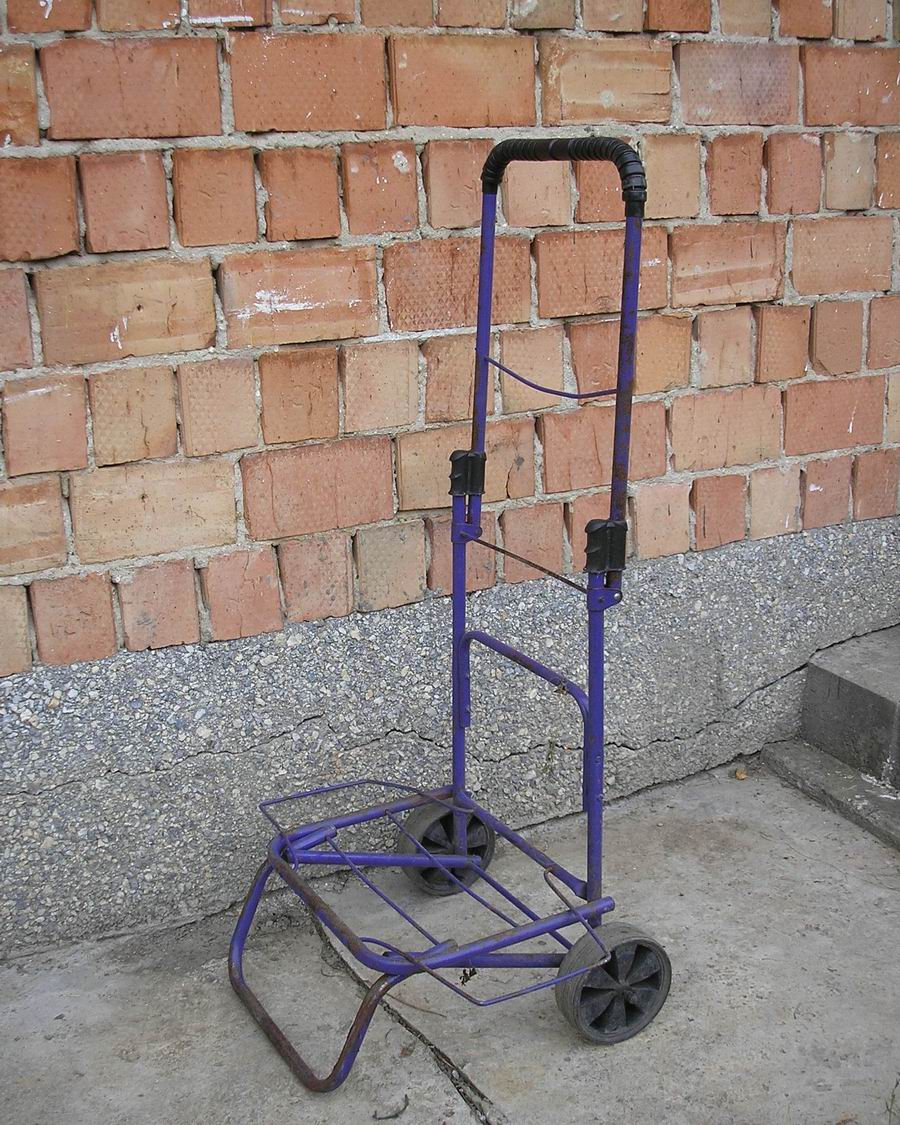
Кравчучка

Кравчу́чка — поширена в Україні розмовна назва візка для ручного перевезення вантажів, зробленого у вигляді L-подібної металевої рами з двома колесами (в інших країнах — ручний візок).
Кравчучка — ручний візок — відрізняється від інших засобів перевезення (возики, сумки, валізи) компактністю та простотою виготовлення. На відміну від ручного возика, її можна скласти та перевозити у невеликому пакеті. Типовий ручний візок витримує навантаження до 100 кілограмів.

## Історія
Кравчучки набули особливого поширення в Україні на початку дев'яностих років XX століття. Особливо часто їх використовували роздрібні торговці ("човники") та дачники.
Назва походить від прізвища тогочасного Президента України Леоніда Кравчука, в період правління якого промисел з таким знаряддям набув масового характеру.
Після зміни Президента в Україні з'явився модернізований різновид кравчучки, який в народі почали називати «кучмовіз». Це дещо більший за розмірами двоколісний возик для перевезення пакунків з одягом чи речами, який може витримувати більшу від кравчучки вагу. У багатьох регіонах України «кучмовозами» називали тролейбуси виробництва Південного машинобудівного заводу, парторгом і директором якого був Леонід Кучма. Поява цих тролейбусів на вулицях міста збіглася з появою Кучми на посту Президента.
Кравчучки часто виготовляли кустарним способом у домашніх умовах, однак найбільш поширеними все ж були возики заводського виробництва. Перші візки почали випускати на київському авіазаводі 1991 року, згодом їхнє виробництво налагодили й на інших заводах, у тому числі військових, у рамках конверсії. Винахідником візка типу кравчучка є інженер-конструктор київського авіазаводу Олексій Сергеєв (1933—2011) . Перший візок він розробив і змайстрував 1983 року.
У 2011 році в Україні винайдена «велокравчу́чка» [Архівовано 18 вересня 2011 у Wayback Machine.] — розбірний симбіоз ручного візка та велосипеда, що в підсумку дало універсальний вантажний велосипед.

## Кравчучка у фольклорі та мистецтві

Олександр Садовський. Кравчучка, полотно, олія, 80х90. 1998

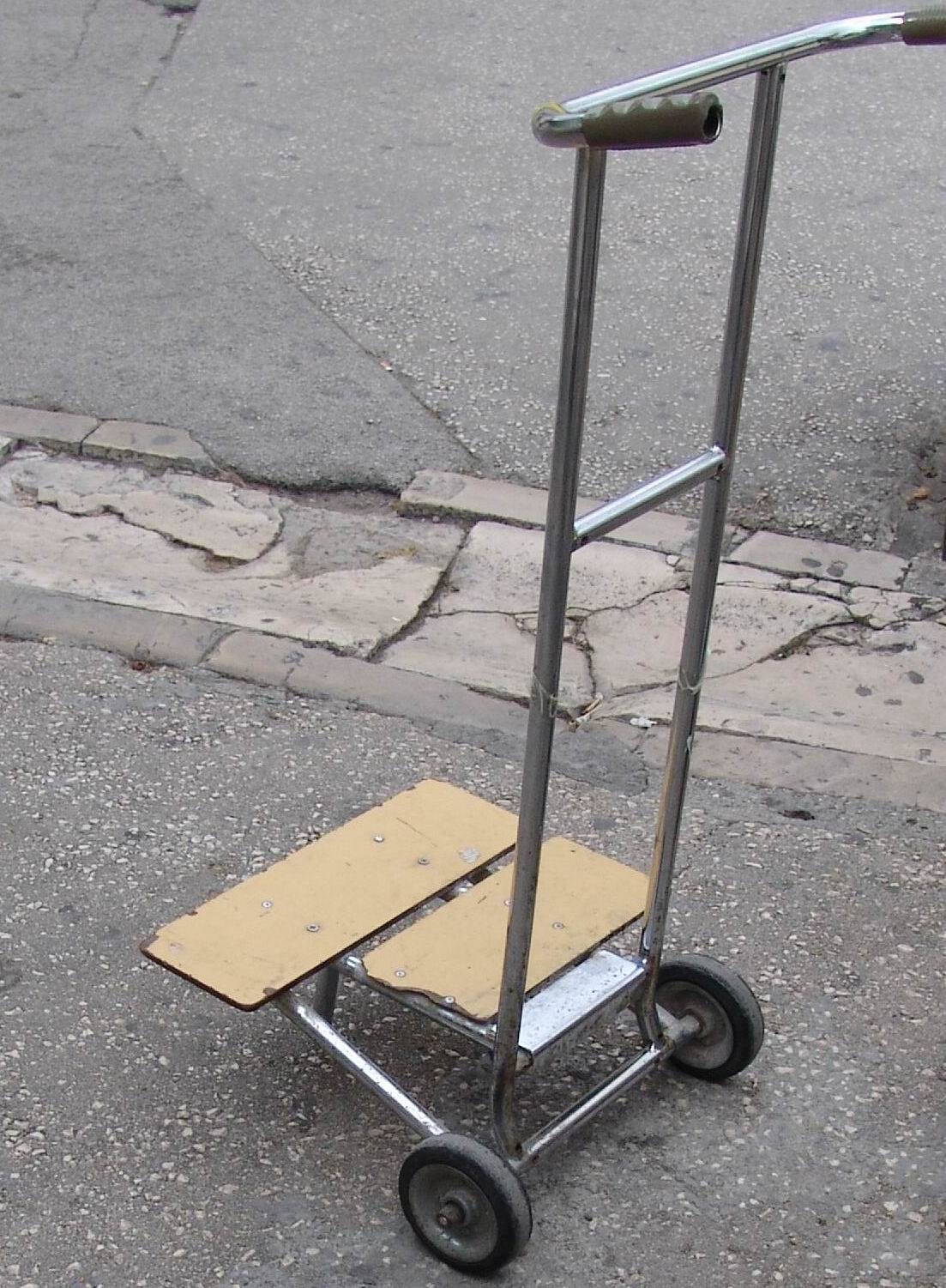
Ручний візок в Чехії

Завдяки своїй зручності та компактності кравчучка набула великої популярності серед українців. Про неї складено багато приказок, віршів і анекдотів.
|  | На ринку жінка симпатична Лаштує тачку чи візок. Погодьтеся, картина звична: Малого бізнесу зразок. «Кравчучка», — хтось лукаво гляне, А жінка по прилавку — грюк: «Це — винахід мого Степана, І ні до чого тут Кравчук!» |

Вадим Скомаровський
На противагу цьому поетеса Ганна Чубач використовує образ «кравчучки» для осмислення історії та духовності українського народу.
|  | Порозмивалися дороги, Котрі до Храмів нас вели. Не десь у світі, в себе вдома, Серед своїх бездушних орд, Важкі "кравчучки" й "кучмодроми” Волочить втомлений народ |

Згадує кравчучку і поет Іван Драч у вірші «Український perpetuum mobile, або Машина української незалежності»:
|                                         | Кравчучка стала кучмовозом. Іде вперед наш рідний край. Всупір морозам і прогнозам Він ще тримається, гай-гай. |
| — Іван Драч, „Сучасність“, 1995, No. 10 | |

Перед парламентськими виборами 2006 року в зв'язку з появою опозиційного блоку «Не так!», в який входив колишній Президент Л. Кравчук, набув поширення анекдот, що політрада СДПУ(о) вирішила перейменувати кравчучки. Відтепер вони будуть називатися «нетачками».